# Lago Lugu

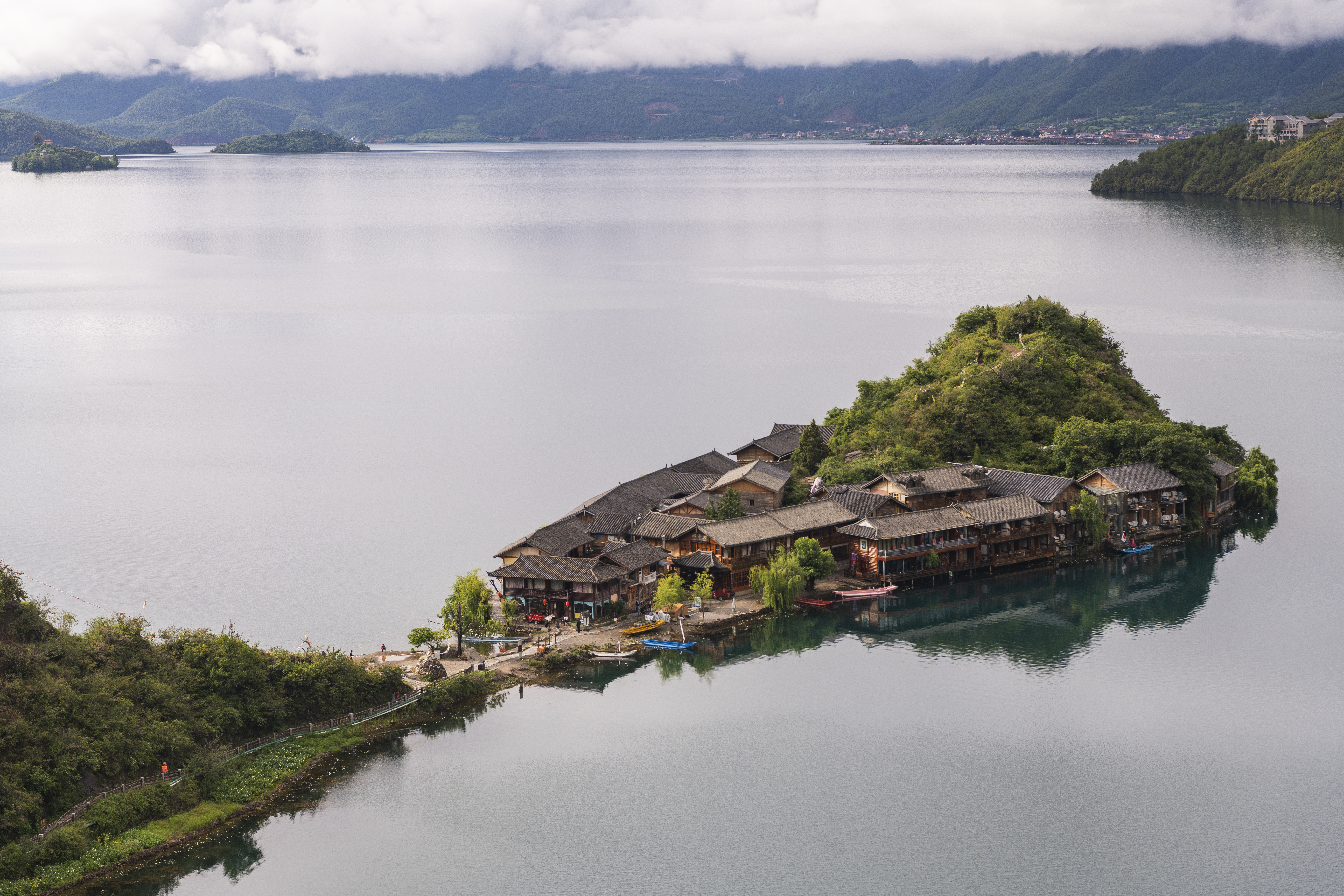
Lago Lugu

O Lago Lugu (chinês simplificado: 泸沽湖; chinês tradicional: 瀘沽湖; pinyin: Lúgū Hú) está localizado no noroeste do planalto de Yunnan, com o meio do lago formando a fronteira entre o condado de Ninglang da província de Yunnan e o condado de Yanyuan da província de Sichuan. Acredita-se que a formação do lago tenha ocorrido em uma falha geológica pertencente à era geológica do final do Cenozoico. É um lago alpino a uma altitude de 2.685 metros (8.809 pés) e é o lago mais alto da província de Yunnan. O lago é cercado por montanhas e possui cinco ilhas, quatro penínsulas, quatorze baías e dezessete praias.
As margens do lago são habitadas por muitos grupos étnicos minoritários, como Mosuo, Norzu, Yi, Pumi e Tibetano. O mais numeroso deles é o povo Mosuo (também conhecido como "Moso"), considerado um subclã do povo Naxi (de acordo com os registros chineses das minorias na China), com estrutura familiar antiga considerada "um fóssil vivo para a pesquisa da história do desenvolvimento conjugal dos seres humanos "e" o último estranho reino do matriarcado ". É considerado o lar da tribo Moso No entanto, Mosuo tem uma identidade separada dos Naxis, já que os chineses usaram a palavra Mosuo como um termo genérico para diferentes grupos étnicos, incluindo os Naxi.
O Lago Lugu é chamado de "lago mãe" pelo povo Mosuo. O lago também é conhecido nos panfletos de viagens chineses como a região de “Amazonas”, “O Reino das Mulheres” e “Casa da Tribo Matriarcal”, este último nome destacando o papel dominante das mulheres Mosuo em sua sociedade. Os rituais de casamento do povo Mosuo são conhecidos como cerimônia de “casamento azhu” e este aspecto único de sua cultura social deu o título de “terra exótica das filhas” à área. É também conhecido como "Um reino pitoresco do matriarcado". A sociedade matriarcal e matrilinear dos Mosuos também é chamada de "Mundo das Mulheres".

## Etimologia
Na língua Mosuo, Lugu significa "cair na água" e hu significa "lago" em chinês, que combinados dão o nome do lago.